# Campionati mondiali under 23 di lotta 2022
I campionati mondiali di under 23 lotta 2022 si sono svolti presso il Pabellón Municipal de Deportes de Pontevedra di Pontevedra, in Spagna, dal 17 al 23 ottobre 2022. Sono stati la 5ª edizione a comprendere contestualmente i tornei di lotta greco-romana e lotta libera femminile e maschile.

## Podi

### Uomini

#### Lotta libera
| Evento            | Oro                             | Argento                               | Bronzo                         |
| 57 kg (dettagli)  | Aman Sehrawat India             | Ahmet Duman Turchia                   | Kamil Kerymov Ucraina          |
| 57 kg (dettagli)  | Aman Sehrawat India             | Ahmet Duman Turchia                   | Bekzat Almaz Uulu Kirghizistan |
| 61 kg (dettagli)  | Arsen Harutyunyan Armenia       | Taiyrbek Zhumashbek Uulu Kirghizistan | Assyl Aitakyn Kazakistan       |
| 61 kg (dettagli)  | Arsen Harutyunyan Armenia       | Taiyrbek Zhumashbek Uulu Kirghizistan | Emrah Ormanoğlu Turchia        |
| 65 kg (dettagli)  | Vazgen Tevanyan Armenia         | Hamza Alaca Turchia                   | Erik Arushanian Ucraina        |
| 65 kg (dettagli)  | Vazgen Tevanyan Armenia         | Hamza Alaca Turchia                   | Ryoma Anraku Giappone          |
| 70 kg (dettagli)  | Giorgi Elbakidze Georgia        | Amir Mohammad Yazdani Iran            | Kota Takahashi Giappone        |
| 70 kg (dettagli)  | Giorgi Elbakidze Georgia        | Amir Mohammad Yazdani Iran            | Kanan Heybatov Azerbaigian     |
| 74 kg (dettagli)  | Mohammad Sadegh Firouzpour Iran | Khadzhimurad Gadzhiyev Azerbaigian    | Vadym Kurylenko Ucraina        |
| 74 kg (dettagli)  | Mohammad Sadegh Firouzpour Iran | Khadzhimurad Gadzhiyev Azerbaigian    | Vasile Diacon Moldavia         |
| 79 kg (dettagli)  | Vladimer Gamkrelidze Georgia    | Daulet Yergesh Kazakistan             | Arman Avagyan Armenia          |
| 79 kg (dettagli)  | Vladimer Gamkrelidze Georgia    | Daulet Yergesh Kazakistan             | Carter Starocci Stati Uniti    |
| 86 kg (dettagli)  | Tatsuya Shirai Giappone         | Trent Hidlay Stati Uniti              | Ivan Ichizli Moldavia          |
| 86 kg (dettagli)  | Tatsuya Shirai Giappone         | Trent Hidlay Stati Uniti              | Emre Çiftçi Turchia            |
| 92 kg (dettagli)  | Amir Hossein Firouzpour Iran    | Jacob Cardenas Stati Uniti            | Mirian Maisuradze Georgia      |
| 92 kg (dettagli)  | Amir Hossein Firouzpour Iran    | Jacob Cardenas Stati Uniti            | Feyzullah Aktürk Turchia       |
| 97 kg (dettagli)  | Amir Ali Azarpira Iran          | Tanner Sloan Stati Uniti              | Islam Ilyasov Azerbaigian      |
| 97 kg (dettagli)  | Amir Ali Azarpira Iran          | Tanner Sloan Stati Uniti              | Vasyl Sova Ucraina             |
| 125 kg (dettagli) | Amir Reza Masoumi Iran          | Solomon Manashvili Georgia            | Alisher Yergali Kazakistan     |
| 125 kg (dettagli) | Amir Reza Masoumi Iran          | Solomon Manashvili Georgia            | Anthony Cassioppi Stati Uniti  |

#### Lotta greco-romana
| Evento            | Oro                         | Argento                        | Bronzo                         |
| 55 kg (dettagli)  | Pouya Dadmarz Iran          | Nihad Guluzade Azerbaigian     | Ahmet Taşkınoğlu Turchia       |
| 55 kg (dettagli)  | Pouya Dadmarz Iran          | Nihad Guluzade Azerbaigian     | Giorgi Tokhadze Georgia        |
| 60 kg (dettagli)  | Kerem Kamal Turchia         | Nihat Mammadli Azerbaigian     | Olzhas Sultan Kazakistan       |
| 60 kg (dettagli)  | Kerem Kamal Turchia         | Nihat Mammadli Azerbaigian     | Melkamu Fetene Israele         |
| 63 kg (dettagli)  | Iman Mohammadi Iran         | Giorgi Shotadze Georgia        | Ryuto Ikeda Giappone           |
| 63 kg (dettagli)  | Iman Mohammadi Iran         | Giorgi Shotadze Georgia        | Hrachya Poghosyan Armenia      |
| 67 kg (dettagli)  | Danial Sohrabi Iran         | Gagik Snjoyan Francia          | Diego Chkhikvadze Georgia      |
| 67 kg (dettagli)  | Danial Sohrabi Iran         | Gagik Snjoyan Francia          | Kyotaro Sogabe Giappone        |
| 72 kg (dettagli)  | Gurban Gurbanov Azerbaigian | Pavel Puklavec Croazia         | Vikas Dalal India              |
| 72 kg (dettagli)  | Gurban Gurbanov Azerbaigian | Pavel Puklavec Croazia         | Amir Abdi Iran                 |
| 77 kg (dettagli)  | Malkhas Amoyan Armenia      | Alexandrin Guţu Moldavia       | Sajan Bhanwal India            |
| 77 kg (dettagli)  | Malkhas Amoyan Armenia      | Alexandrin Guţu Moldavia       | Nao Kusaka Giappone            |
| 82 kg (dettagli)  | Exauce Mukubu Norvegia      | Karlo Kodrić Croazia           | Lukas Ahlgren Svezia           |
| 82 kg (dettagli)  | Exauce Mukubu Norvegia      | Karlo Kodrić Croazia           | Beka Guruli Georgia            |
| 87 kg (dettagli)  | István Takács Ungheria      | Gevorg Tadevosyan Armenia      | Szymon Szymonowicz Polonia     |
| 87 kg (dettagli)  | István Takács Ungheria      | Gevorg Tadevosyan Armenia      | Marcel Sterkenburg Paesi Bassi |
| 97 kg (dettagli)  | Alex Szőke Ungheria         | Markus Ragginger Austria       | Ali Abedi Iran                 |
| 97 kg (dettagli)  | Alex Szőke Ungheria         | Markus Ragginger Austria       | Nitesh India                   |
| 130 kg (dettagli) | Fatih Bozkurt Turchia       | Mykhailo Vyshnyvetskyi Ucraina | Dáriusz Vitek Ungheria         |
| 130 kg (dettagli) | Fatih Bozkurt Turchia       | Mykhailo Vyshnyvetskyi Ucraina | Ali Akbar Yousefi Iran         |

### Donne

#### Lotta libera
| Evento           | Oro                       | Argento                     | Bronzo                        |
| 50 kg (dettagli) | Yui Susaki Giappone       | Ankush Panghal India        | Nada Medani Egitto            |
| 50 kg (dettagli) | Yui Susaki Giappone       | Ankush Panghal India        | Sarra Hamdi Tunisia           |
| 53 kg (dettagli) | Haruna Okuno Giappone     | Lucía Yépez Ecuador         | Anastasia Blayvas Germania    |
| 53 kg (dettagli) | Haruna Okuno Giappone     | Lucía Yépez Ecuador         | Zeynep Yetgil Turchia         |
| 55 kg (dettagli) | Moe Kiyooka Giappone      | Mihaela Samoil Moldavia     | Alisha Howk Stati Uniti       |
| 55 kg (dettagli) | Moe Kiyooka Giappone      | Mihaela Samoil Moldavia     | Elvira Kamaloğlu Turchia      |
| 57 kg (dettagli) | Sae Nanjo Giappone        | Patrycja Gil Polonia        | Alina Hrushyna Ucraina        |
| 57 kg (dettagli) | Sae Nanjo Giappone        | Patrycja Gil Polonia        | Alexandra Hedrick Stati Uniti |
| 59 kg (dettagli) | Himeka Tokuhara Giappone  | Magdalena Głodek Polonia    | Solomiia Vynnyk Ucraina       |
| 59 kg (dettagli) | Himeka Tokuhara Giappone  | Magdalena Głodek Polonia    | Mansi Ahlawat India           |
| 62 kg (dettagli) | Nonoka Ozaki Giappone     | Iryna Bondar Ucraina        | Ana Godinez Canada            |
| 62 kg (dettagli) | Nonoka Ozaki Giappone     | Iryna Bondar Ucraina        | Astrid Montero Venezuela      |
| 65 kg (dettagli) | Miwa Morikawa Giappone    | Nigar Mirzazada Azerbaigian | Kateryna Zelenykh Ucraina     |
| 65 kg (dettagli) | Miwa Morikawa Giappone    | Nigar Mirzazada Azerbaigian | Elena Esposito Italia         |
| 68 kg (dettagli) | Nesrin Baş Turchia        | Naruha Matsuyuki Giappone   | Irina Rîngaci Moldavia        |
| 68 kg (dettagli) | Nesrin Baş Turchia        | Naruha Matsuyuki Giappone   | Manola Skobelska Ucraina      |
| 72 kg (dettagli) | Amit Elor Stati Uniti     | Wiktoria Chołuj Polonia     | Kendra Dacher Francia         |
| 72 kg (dettagli) | Amit Elor Stati Uniti     | Wiktoria Chołuj Polonia     | Sumire Niikura Giappone       |
| 76 kg (dettagli) | Tatiana Rentería Colombia | Dymond Guilford Stati Uniti | Anastasiya Alpyeyeva Ucraina  |
| 76 kg (dettagli) | Tatiana Rentería Colombia | Dymond Guilford Stati Uniti | Yasuha Matsuyuki Giappone     |

## Classifica squadre
| Pos. | Lotta libera maschile | Lotta libera maschile | Lotta greco-romana | Lotta greco-romana | Lotta libera femminile | Lotta libera femminile |
| Pos. | Squadra               | Punti                 | Squadra            | Punti              | Squadra                | Punti                  |
| ---- | --------------------- | --------------------- | ------------------ | ------------------ | ---------------------- | ---------------------- |
| 1    | Georgia               | 141                   | Iran               | 138                | Giappone               | 225                    |
| 2    | Iran                  | 134                   | Georgia            | 101                | Stati Uniti            | 107                    |
| 3    | Stati Uniti           | 112                   | Turchia            | 93                 | Ucraina                | 107                    |
| 4    | Ucraina               | 104                   | Azerbaigian        | 89                 | Turchia                | 93                     |
| 5    | Turchia               | 95                    | Giappone           | 89                 | Polonia                | 74                     |
| 6    | Kazakistan            | 92                    | Armenia            | 70                 | Colombia               | 43                     |
| 7    | Armenia               | 85                    | Ungheria           | 67                 | Moldavia               | 43                     |
| 8    | Giappone              | 72                    | Ucraina            | 58                 | Kazakistan             | 40                     |
| 9    | Azerbaigian           | 60                    | Croazia            | 46                 | India                  | 35                     |
| 10   | Kirghizistan          | 55                    | India              | 45                 | Germania               | 35                     |